# أنقليس أندونيسي
أنقليس أندونيسي (الاسم العلمي: Anguilla malgumora) (بالإنجليزية: Indonesian longfinned eel)‏ هو نوع من الأسماك يتبع جنس الأنقليس من الفصيلة الأنقليسية.